# 赫蕾塔·斯米特
赫蕾塔·斯米特（荷蘭語：Gretha Smit，1976年1月20日—），荷兰女子速度滑冰运动员。她曾代表荷兰参加2002年和2006年冬季奥林匹克运动会速度滑冰比赛，其中2002年冬季奥运会获得一枚银牌。